# Pseudanophthalmus rotundatus
Pseudanophthalmus rotundatus är en skalbaggsart som beskrevs av Barr. Pseudanophthalmus rotundatus ingår i släktet Pseudanophthalmus och familjen jordlöpare. Inga underarter finns listade i Catalogue of Life.